# Eduardo Año
Eduardo Manahan Año (nascido em 26 de outubro de 1961) é um oficial público filipino e general aposentado do Exército Filipino que atualmente serve como Assessor de Segurança Nacional sob a administração do Presidente Bongbong Marcos desde 2023. Anteriormente, ele serviu como Secretário do Interior e Governo Local no gabinete do Presidente Rodrigo Duterte de 2018 a 2022, Chefe de Estado-Maior das Forças Armadas das Filipinas de 2016 a 2017, e Comandante Geral do Exército Filipino de 2015 a 2016. No início da pandemia de COVID-19 nas Filipinas, Año, juntamente com os demais Secretários de Gabinete do governo filipino, tornou-se parte da Força-Tarefa Interagencial para o Gerenciamento de Doenças Infecciosas Emergentes, uma força-tarefa formada para aconselhar o Presidente sobre as estratégias que gerenciariam efetivamente a propagação da COVID-19 no país.

## Vida e carreira

### Carreira militar

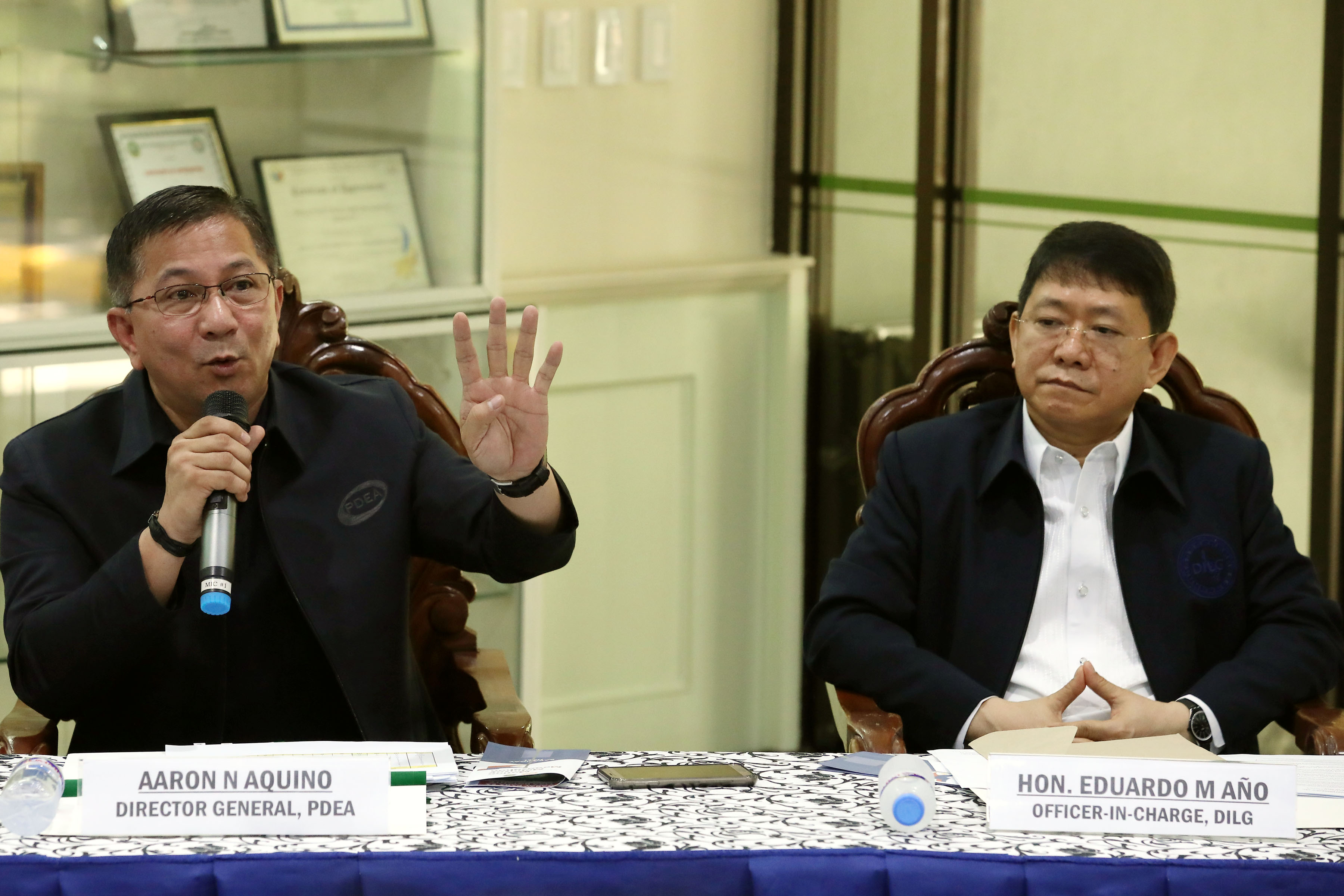
Então, o encarregado do DILG, Eduardo M. Año, com o Diretor Geral da PDEA, Aaron Aquino, durante uma coletiva de imprensa no escritório da PDEA em Quezon City, em 30 de abril de 2018

Eduardo Manahan Año nasceu em San Mateo, Rizal, em 26 de outubro de 1961. Ele se formou no ensino fundamental como orador da turma. Ingressou na Academia Militar das Filipinas e tornou-se membro da turma PMA Matikas de 1983, onde se graduou Cum Laude. Ele também é formado no Curso de Ranger Escoteiro e fez cursos no Centro de Inteligência do Exército dos EUA e Escola no Arizona, e no Centro de Contra-Terrorismo de Israel em 2002. Ele terminou no topo de sua turma no Curso Internacional de Inteligência para Oficiais em Fort Huachuca, Arizona, em 1993, obtendo uma classificação de 100 por cento no curso. Ele também se formou em primeiro lugar em todos os cursos de carreira militar que realizou, nomeadamente; Curso de Comando e Estado-Maior Geral, Curso Avançado de Oficiais de Infantaria, Curso Básico de Oficiais de Infantaria e Curso de Oficial de Inteligência Tática.
Año ocupou várias posições militares, principalmente em posições de Inteligência Militar, antes de ser nomeado para posições de infantaria, como o Comandante do Grupo de Inteligência e Segurança do Exército Filipino, o Chefe do Serviço de Inteligência das Forças Armadas das Filipinas, o Comandante da 10ª Divisão de Infantaria (Agila). Nos anos de seu serviço militar, ele liderou a captura de Benito e Wilma Tiamzon do Partido Comunista das Filipinas em 2014, bem como a morte de um Comandante do Novo Exército Popular, Leonardo Pitao, conhecido como “Kumander Prago”, durante seu mandato como comandante da 10ª Divisão de Infantaria. Año também serviu como o 57º Comandante Geral do Exército Filipino de 14 de julho de 2015 a 7 de dezembro de 2016, após suceder o General Hernando Iriberri, onde continuou a abordagem de seu antecessor na modernização do Exército, ao mesmo tempo em que aprimorava as capacidades de inteligência do Exército e fortalecia as alianças do país com outros países, como os Estados Unidos e os estados membros da ASEAN. Año foi eventualmente nomeado o 48º Chefe de Estado-Maior das Forças Armadas das Filipinas após servir seu mandato como chefe do Exército por 1 ano e 5 meses, de 7 de dezembro de 2016 a 26 de outubro de 2017.
Ele recebeu o Prêmio Cavaleiro da Academia Militar das Filipinas em 1996 como um notável ex-aluno da PMA na área de Operações do Exército. Ele também é um dos agraciados com a Legião de Honra das Filipinas (Grau de Comandante-Chefe) e o Panglima Gagah Angkatan Tentera (PGAT) pelo Rei da Malásia.

#### Batalha de Marawi
Durante seu mandato como Chefe de Estado-Maior das AFP, ele iniciou e supervisionou as operações militares contra os grupos terroristas Maute e Abu Sayyaf durante a batalha de 5 meses em Marawi e lançou uma operação ofensiva para retomar a Cidade de Marawi e garantir a segurança dos arredores da cidade para impedir que reforços terroristas entrassem na cidade, enquanto cercava a cidade de todas as direções. Posteriormente, ele foi nomeado Administrador da Lei Marcial em Mindanao durante a declaração da lei marcial sob a Proclamação Nº 216. Como o mandato de Año como Chefe de Estado-Maior estava previsto para terminar em 26 de outubro de 2017, ele passou suas últimas semanas no cargo finalizando a ofensiva final das AFP dentro da Cidade de Marawi e matando os dois principais comandantes do grupo terrorista, Isnilon Hapilon e Omar Maute, em 16 de outubro de 2017. Uma semana depois, em 23 de outubro de 2017, Año, juntamente com o Secretário de Defesa Delfin Lorenzana, anunciou o fim de todas as operações militares dentro da Cidade de Marawi. Año se aposentou formalmente do serviço militar três dias após a declaração da conclusão do Cerco de Marawi e foi substituído pelo então comandante do Comando Leste de Mindanao das AFP, o Tenente-General Rey Leonardo Guerrero.

### Secretário do interior e governo local
O Presidente Rodrigo Duterte designou Año como encarregado do Departamento do Interior e Governo Local em janeiro de 2018. Año não pôde ser imediatamente nomeado para o cargo de secretário porque a Lei da República 6975 impede que um oficial militar aposentado ou demissionário seja nomeado como secretário dentro de um ano a partir da data de sua aposentadoria ou demissão. Ele tomou posse formalmente como Secretário do Interior e Governo Local em 6 de novembro de 2018.
Como secretário do Departamento do Interior e Governo Local, Año ordenou que os chefes executivos locais liderassem a luta contra a COVID-19 em suas próprias áreas de jurisdição. Ele também exigiu responsabilidade (termo vago) dos oficiais de LGU e barangay que violam as políticas, diretrizes e protocolos emitidos pelo IATF-EID.
Año ordenou a mudança na campanha de contrainsurgência do governo, envolvendo governadores, prefeitos e chefes de aldeias para garantir uma boa governança local e responsabilidade compartilhada com o setor privado, organizações da sociedade civil e os cidadãos para abordar as questões que causam divisões e mal-entendidos entre o governo e o povo. Seu mandato como secretário terminou em 30 de junho de 2022, no último dia da administração Duterte.

### Conselheiro de segurança nacional
Em 14 de janeiro de 2023, o Presidente Bongbong Marcos nomeou Año como Assessor de Segurança Nacional.

## Prêmios

### Prêmios militares
- Legião de Honra das Filipinas - Grau de Comandante Chefe (2017)
- 4 Estrelas de Serviço Distinto
- Medalhas Cruzadas de Ouro
- Medalhas Cruz de Prata
- 24 Medalhas Cruz de Bronze para operações de inteligência
- 36 Medalhas de Mérito Militar
- 10 Medalhas de Comenda Militar
- Medalha Asa de Prata
- Gawad sa Kaunlaran
- Sagisag de Ulirang Kawal
- Medalha de Ação Cívica Militar
- Parangal in Kapanalig de Sandatahang Lakas das Filipinas

### Campanha militar e medalhas de serviço
- Medalha de Longo Serviço com três estrelas de serviço de bronze
- Medalha da Campanha Anti-Dissidência com uma estrela de bronze no serviço
- Medalha da campanha antidissidência de Luzon com uma estrela de serviço de bronze
- Medalha da Campanha Anti-Dissidência de Mindanao
- Medalha da Campanha Jolo e Sulu
- Faixa de Operação de Ajuda em Desastres e Reabilitação com uma estrela de serviço de bronze

### Citações de unidades militares
- Citação de Unidade Presidencial da República das Filipinas
- Citação de Unidade de Lei Marcial
- Citação da Unidade People Power I
- Citação da Unidade People Power II

### Honras estrangeiras
- Corajoso Comandante Honorário da Mais Valente Ordem do Serviço Militar

### Distintivos militares
- Distintivo de qualificação das forças especiais
- Distintivo de Comandante de Combate (Filipinas)
- Distintivo de qualificação de Scout Ranger
- Distintivo do Curso de Comando e Estado-Maior do Exército das Filipinas
- Distintivo PAF Gold Wings
- Prêmio PMA Cavalier

### Outros prêmios
- Prêmio PMA Cavalier para Operações do Exército em 1996
- Prêmio PMA Cavalier de Administração Pública em 2021
- Prêmio PMA Outstanding Achievement como Secretário, Departamento do Interior e Governo Local
- Prêmio PMA Outstanding Achievement como Chefe do Estado-Maior das Forças Armadas das Filipinas
- Prêmio PMA Outstanding Achievement como Comandante General do Exército Filipino
- Anak ng San Mateo mais destacado, Prêmio Rizal - 2022

## Vida pessoal
Eduardo Año é casado com Jean Joselyn Maria R. Dioso e têm quatro filhos: Edwin Jr., Edward, Janelle Marie e Jasmine Claire.